# ویلاسیرووس
ویلاسیرووس (به اسپانیایی: Villaciervos) یک دهستان در اسپانیا است که در استان سریا واقع شده‌است.

## خصوصیات
ویلاسیرووس ۸۱ کیلومترمربع مساحت و ۱۱۷ نفر جمعیت دارد.